# Кевін Семюелс
Кевін Рошон Семюелс (англ. Kevin Roshon Samuels; бл. 13 березня 1969  – 5 травня 2022) - американський «імідж консультант» і Інтернет-особистість, який здобув популярність у 2020 році завдяки своїм онлайн-консультаціям та прямим трансляціям на YouTube та Instagram де він обговорював сучасне суспільство та стосунки.

## Життєпис

### Кар'єра
Кевін розпочав свою кар’єру менеджером з розвитку бізнесу в Office Depot протягом трьох років і шести місяців, а потім приєднався до Supermedia/Idearc Media у липні 2009 року агентом з онлайн-продажів внутрішньої реклами на два роки та три місяці до від’їзду у вересні 2011 року. Пізніше він працював у The Real Yellow Pages, маркетинговому та рекламному агентстві, як медіа-стратег. У січні 2013 року Кевін Семюелс відкрив свою консультаційну компанію з іміджу в Атланті, пропонуючи клієнтам інтеграцію іміджу та бренду, коучинг для медіа та співбесід, а також стиль одягу.
Маючи досвід роботи в сфері продажів, реклами та маркетингу, він завжди надавав великого значення естетиці, і він провів численні дослідження, щоб дізнатися більше про те, як люди можуть покращити свій зовнішній вигляд. Кевін Семюелс був розроблений як результат його бажання зробити речі простими, нескладними та прозорими.
Він зібрав 1,4 мільйона підписників на YouTube та 1,2 мільйона підписників в Instagram і тисячі на кількох інших онлайн-платформах, таких як Twitter і TikTok. The New York Times писала, що він створив імідж «відвертого, гіпермаскулінного авторитету», закликав своїх підписників дотримуватися жорстких гендерних ролей, в яких переважають чоловіки.
Після смерті тема Кевіна Семюелса посіла перше місце у світі в трендах Twitter по обговоренню.

### Особисте життя і смерть
Семюелс був двічі одружений і розлучений. У нього була донька.
5 травня 2022 року Семюелса знайшли непритомним у його квартирі в Атланті після того, як жінка, яка залишалася з ним минулої ночі, зателефонувала в 911 і сказала оператору, що Семюелс скаржиться на біль у грудях і що він втратив свідомість. Семюелса терміново доставили в лікарню, де він пізніше помер. Згідно з висновком судово-медичного експерта, у Семюелса була гіпертонія, яка й стала причиною його смерті.